# Pecora di Poggiomarino
("Le gare generose", commedia di Giovanni Paisiello, Napoli, 1786)
La Turchessa o anche Turchesca, Turchese o Borbonica dalla coda grassa, è una razza a rischio di pecore domestiche italiane. Ha avuto origine ai piedi del Vesuvio, in Campania, nel sud Italia. Può anche essere conosciuta come la Pecora di Poggiomarino, per il comune di Poggiomarino in quella zona. Il suo stato di conservazione è critico.

## Storia
Le origini della Turchessa sono sconosciute. Apparentemente originaria delle colline pedemontane del Vesuvio, in Campania nel sud Italia, nella zona di Sarno in provincia di Salerno e Avella in provincia di Avellino, ma oggi è presente principalmente nelle province di Avellino e Benevento. Come la Laticauda, distribuita nella stessa zona, e la razza Barbaresca di Sicilia, sembrerebbe derivare dall'ibridazione delle razze locali con Barbary (o Barbarin), pecore dell'Africa settentrionale, già parte dell'impero Ottomano, da cui deriva la denominazione locale di turchessa. Queste potrebbero essere state portate nella zona nel XVIII secolo dal re Borbone Carlo VII di Napoli.
Verso la fine del XIX secolo fu sperimentato un incrocio fra la pecora merinos e quella di Poggiomarino che però non diede i risultati sperati.
Sebbene la Turchessa sia una razza propria, spesso il termine viene utilizzato come sinonimo di Laticauda, che, tuttavia, è una razza a coda larga.
La Turchessa è una delle quarantaquattro razze ovine autoctone locali a distribuzione limitata, riconosciute ufficialmente dal Ministero delle Politiche Agricole Alimentari e Forestali. Un libro genealogico è conservato dall'Associazione Nazionale della Pastorizia.
Nel Rapporto sullo Stato delle Risorse Genetiche Animali in Italia, pubblicato dalla FAO nel 2005, si evince che il numero della razza Turchessa sia sceso da 260 esemplari registrati al 30 aprile 2001, ai soli 8 esemplari registrati al 31 dicembre 2004. Nel 2007 la stessa venne classificata come una razza a rischio e inserita nella Critical Breeds List. Sono comunque necessarie ulteriori ricerche sui numeri e sulla distribuzione. Qualche esemplare è conservato dal Consorzio per la Sperimentazione, Divulgazione e Applicazione di Biotecniche Innovative di Benevento.

## Caratteristiche
La Turchessa è resistente, frugale e ben adattata al pascolo povero del suo ambiente montano. È bianca, spesso con segni scuri sul viso e sulle gambe. Il cappotto è sottile e aperto. Gli zoccoli sono forti e spesso neri. I maschi solitamente sono dotati di corna a spirale. Gli agnelli sono caratterizzati da un ottimo e precoce sviluppo.

## Utilizzo
La Turchessa è destinata principalmente alla produzione di latte.